# Gwádar
Gwádar je město v Balúčistánu v Pákistánu. K roku 2006 mělo zhruba 53 tisíc obyvatel.

## Poloha a doprava
Gwádar leží na břehu Arabského moře v polopouští oblasti Makrán, která je v rámci Pákistánu součástí Balúčistánu. Je vzdálen přibližně 475 kilometrů západně od Karáčí.
Gwádarský přístav je významnou součástí projektů čínsko-pákistánského hospodářského koridoru a Novodobé hedvábné stezky.